# Alive at the F*cker Club
Albums de Melvins
Singles 1-12
(1997) The Maggot
(1999)
Alive at the F*cker Club est un album live des Melvins enregistré live le 23 août 1997 à Richmond (Victoria) (Melbourne, Australie), et sorti en 1998 chez Amphetamine Reptile Records. Les Melvins étaient en première partie des Cosmic Psychos à Richmond les 22, 23 et 24 août.
La durée des quatre premières pistes ne correspond pas à la durée des chansons : 
Boris de 00 s (piste 1) à 5 min 00 s (piste 1),
It's Shoved de 5 min 00 s (piste 1) à 2 min 10 s (piste 2),
Bar-X-The Rocking M de 2 min 10 s (piste 2) à 1 min 26 s (piste 3),
Smoke on the Water (Jam) de 1 min 26 s (piste 3) à 1 min 48 s (piste 3)
Antitoxidote de 1 min 48 s (piste 3) à la fin de la piste 4.
Le jam sur la reprise de Deep Purple Smoke on the Water n'est pas mentionné.

## Pistes
1. Boris (Osborne) – 6 min 06 s
2. It's Shoved (Osborne) – 2 min 54 s
3. Bar-X-The Rocking M (Crover/Deutrom/Osborne) – 1 min 58 s
4. Antitoxidote (Osborne) – 2 min 06 s
5. The Bloat (Osborne) – 3 min 28 s
6. Lizzy (Melvins) – 3 min 13 s
7. Mombius Hibachi (Melvins) – 1 min 56 s

## Personnel
- Buzz Osborne - Guitare, chant
- Dale Crover - Batterie, chant
- Mark Deutrom - basse

## Sources
- (en) Cet article est partiellement ou en totalité issu de l’article de Wikipédia en anglais intitulé « Alive at the Fucker Club » (voir la liste des auteurs).